# Ирон (вещество)
Ироны — группа метилиононовых душистых веществ, используемых в парфюмерии и получаемых из ирисового масла, в частности ирисового корня.

## Получение
Ирисовое масло получается путём паровой дистилляции корневищ ириса бледного, содержащих (–)-транс-α-ирон, (+)-цис-γ-ирон, (+)-цис-α-ирон, (+)-β-ирон и (+)-транс-γ-ирон. Корневища ириса германского содержат энантиомеры тех же иронов. Ирон был впервые выделен из ирисового масла Иоганном Тиманом и Фридрихом Крюгером; они также определили, что он представляет собой метилкетон (на основании реакций разложения и сравнения с α- и β-иононами), и дали ему название.
Попытки искусственно синтезировать ироны предпринимались с 1940-х годов. Большинство ранних способов синтеза заключались в электрофильной циклизации 9-метил-псевдоионона или других интермедиатов. Наименьшее количество побочных продуктов получалось при использовании трифторида бора в качестве циклизующего агента.
Ирон, полученный путём конденсации 6-метилцитраля с ацетоном с последующей циклизацией образующегося псевдоирона, представляет собой смесь α- и β-изомеров.

## Изомеры
Ирон имеет 10 изомеров; в частности, α- и γ-ироны имеют по четыре стереоизомерных модификации, обусловленных цис-транс-изомерией.

(+)-цис-α-ирон
(–)-цис-α-ирон
(+)-транс-α-ирон
(–)-транс-α-ирон
(+)-β-ирон
(–)-β-ирон
(+)-цис-γ-ирон
(–)-цис-γ-ирон
(+)-транс-γ-ирон
(–)-транс-γ-ирон